# Lu Shan (Nelson Island)
Lu Shan (chinesisch 庐山 ‚Hüttenberg‘) ist ein 62 m hoher, steiler und markanter Hügel auf der Nelson Island im Archipel der Südlichen Shetlandinseln. Er ragt auf dem nordöstlichen Ausläufer der Stansbury-Halbinsel auf. Der Hügel ist mit schwarzen und dunkelroten Steinen bedeckt.
Chinesische Wissenschaftler benannten ihn 1986 im Zuge der Erstellung von Luftaufnahmen und der Durchführung von Kartierungsarbeiten.